# Fotballklubben Bodø/Glimt 2012
Questa voce raccoglie le informazioni riguardanti il Fotballklubben Bodø/Glimt nelle competizioni ufficiali della stagione 2012.

## Stagione
Il Bodø/Glimt chiuse il campionato al 5º posto, guadagnandosi l'accesso alle qualificazioni all'Eliteserien. Fu eliminato però dall'Ullensaker/Kisa. L'avventura nella Coppa di Norvegia 2012 si chiuse ai quarti di finale, dopo la sconfitta nello slaget om Nord-Norge contro il Tromsø. I giocatori più utilizzati in stagione furono Ruben Imingen e Tommy Knarvik, con 36 presenze ciascuno. I migliori marcatori furono invece Vegard Braaten e Jim Johansen, entrambi a quota 12 reti.

## Maglie e sponsor
Lo sponsor tecnico per la stagione 2012 fu Diadora, mentre lo sponsor ufficiale fu Sparebank 1. La divisa casalinga era completamente giallo ocra, con inserti neri. Quella da trasferta era invece totalmente nera, con inserti giallo ocra.
| Casa | Trasferta |

## Rosa
| N. |                     | Ruolo | Calciatore          |
| -- | ------------------- | ----- | ------------------- |
| 1  | Estonia (bandiera)  | P     | Pavel Londak        |
| 2  | Norvegia (bandiera) | D     | Ruben Imingen       |
| 3  | Norvegia (bandiera) | D     | Krister Wemberg     |
| 4  | Norvegia (bandiera) | D     | Thomas Braaten      |
| 5  | Norvegia (bandiera) | D     | Thomas Jacobsen     |
| 6  | Norvegia (bandiera) | D     | Tom Erik Nordberg   |
| 7  | Senegal (bandiera)  | C     | Papa Alioune Ndiaye |
| 8  | Norvegia (bandiera) | C     | Tommy Knarvik       |
| 9  | Norvegia (bandiera) | A     | Jim Johansen        |
| 10 | Norvegia (bandiera) | A     | Aram Khalili        |
| 11 | Norvegia (bandiera) | A     | Vegard Braaten      |
| 12 | Norvegia (bandiera) | P     | Jonas Kolstad       |
| 14 | Norvegia (bandiera) | C     | Ulrik Saltnes       |
| 15 | Norvegia (bandiera) | A     | Erlend Robertsen    |

| N. |                     | Ruolo | Calciatore           |
| -- | ------------------- | ----- | -------------------- |
| 16 | Norvegia (bandiera) | C     | Morten Konradsen     |
| 17 | Norvegia (bandiera) | D     | Bjørn Otto Willassen |
| 18 | Norvegia (bandiera) | C     | Christian Berg       |
| 19 | Norvegia (bandiera) | A     | Vebjørn Grunnvoll    |
| 20 | Norvegia (bandiera) | A     | Ulrik Berglann       |
| 21 | Norvegia (bandiera) | C     | Daniel Stensland     |
| 22 | Norvegia (bandiera) | C     | Martin Pedersen      |
| 23 | Senegal (bandiera)  | C     | Vieux Sané           |
| 24 | Norvegia (bandiera) | A     | Magnus Edvardsen     |
| 25 | Norvegia (bandiera) | P     | Adrian Mikkelsen     |
| 26 | Norvegia (bandiera) | C     | Daniel Berntsen      |
| 27 | Norvegia (bandiera) | C     | Viljar Nordberg      |
| 28 | Brasile (bandiera)  | A     | Vini Dantas          |
| 29 | Norvegia (bandiera) | C     | Magnus Sylling Olsen |

## Calciomercato

### Sessione invernale(dal 01/01 al 31/03)
| Acquisti | Acquisti            | Acquisti   | Acquisti   |
| R.       | Nome                | da         | Modalità   |
| -------- | ------------------- | ---------- | ---------- |
| D        | Thomas Braaten      | svincolato |            |
| D        | Krister Wemberg     | Molde      | prestito   |
| C        | Tommy Knarvik       | svincolato |            |
| C        | Papa Alioune Ndiaye | Diambars   | prestito   |
| C        | Vieux Sané          | Diambars   | prestito   |
| A        | Vegard Braaten      | Lokeren    | definitivo |

| Cessioni | Cessioni        | Cessioni  | Cessioni   |
| R.       | Nome            | a         | Modalità   |
| -------- | --------------- | --------- | ---------- |
| P        | Ivar Forn       | Mjøndalen | definitivo |
| D        | Martin Bjørnbak | Haugesund | definitivo |
| D        | Karl Morten Eek | Umeå FC   | definitivo |
| D        | Thomas Rønning  |           | svincolato |
| C        | Daniel Berntsen | Rosenborg | definitivo |
| C        | Mounir Hamoud   |           | svincolato |
| C        | Michael Haukås  | Haugesund | definitivo |
| C        | Anders Karlsen  | Mjøndalen | definitivo |

### Sessione estiva(dal 01/08 al 31/08)
| Acquisti | Acquisti             | Acquisti  | Acquisti   |
| R.       | Nome                 | da        | Modalità   |
| -------- | -------------------- | --------- | ---------- |
| C        | Daniel Berntsen      | Rosenborg | prestito   |
| C        | Magnus Sylling Olsen | Aalesund  | definitivo |
| A        | Vini Dantas          | Molde     | definitivo |

| Cessioni | Cessioni         | Cessioni | Cessioni   |
| R.       | Nome             | a        | Modalità   |
| -------- | ---------------- | -------- | ---------- |
| C        | Daniel Stensland | Levanger | definitivo |
| A        | Aram Khalili     | Notodden | prestito   |
| A        | Erlend Robertsen | Bryne    | prestito   |

## Risultati

### 1. divisjon

#### Girone di andata
| Arbitro: | Hansen (Feda) |

|                                            |           |                                         |
| Lundemo 10’ Sandbu 85’ (rig.) Llullaku 90’ | Marcatori | 53’ (aut.) Sanne 62’ Ndiaye 66’ Knarvik |

| Arbitro: | Lundby |

|                       |           |  |
| V. Braaten 77’ (rig.) | Marcatori |  |

| Arbitro: | Tennøy |

|                     |           |               |
| Sandal 23’ Lala 34’ | Marcatori | 9’ V. Braaten |

| Arbitro: | Toppe |

|                                        |           |                     |
| V. Braaten 7’ Johansen 37’ Knarvik 90’ | Marcatori | 45’ Rinde 79’ Strøm |

| Arbitro: | Ahlsen |

|  |           |                         |
|  | Marcatori | 7’, 26’, 55’ V. Braaten |

| Arbitro: | Lundby |

|                                                   |           |                |
| Johansen 6’ V. Braaten 10’ Berg 56’ Robertsen 87’ | Marcatori | 49’ Stokkeland |

| Hamar 16 maggio 2012, ore 18:00 7ª giornata | HamKam           | 0 – 0 referto | Bodø/Glimt | Briskeby Arena (1.670 spett.)\| Arbitro: \| Borgersen (Oslo) \| |
| Arbitro:                                    | Borgersen (Oslo) |               |            |                                                                 |

| Arbitro: | Gya |

|                                         |           |  |
| Knarvik 6’ Ndiaye 10’ Johansen 35’, 57’ | Marcatori |  |

| Arbitro: | Kjensli (Oslo) |

|                                         |           |  |
| Asante 21’, 58’ (rig.) Vilhjálmsson 33’ | Marcatori |  |

| Bodø 3 giugno 2012, ore 18:00 10ª giornata | Bodø/Glimt | 0 – 0 referto | Strømmen | Aspmyra Stadion (2.303 spett.)\| Arbitro: \| Toppe \| |
| Arbitro:                                   | Toppe      |               |          |                                                       |

| Arbitro: | Gjermshus |

|  |           |                                                  |
|  | Marcatori | 41’ (aut.) Helgerud 81’, 84’ Khalili 90’ Knarvik |

| Arbitro: | Eskås |

|  |           |                                     |
|  | Marcatori | 47’ Stene 68’ Løkberg 79’ Izuchukwu |

| Arbitro: | Nilsen |

|             |           |            |
| Solberg 50’ | Marcatori | 34’ Hansen |

| Arbitro: | Johansen (Brevik) |

|                       |           |                |
| V. Braaten 16’ (rig.) | Marcatori | 37’ Johannesen |

| Arbitro: | Steen |

|                      |           |                   |
| Berg 18’ Knarvik 86’ | Marcatori | 8’, 76’ Kirkevold |

#### Girone di ritorno
| Arbitro: | Hansen |

|             |           |             |
| Tokstad 86’ | Marcatori | 31’ Khalili |

| Arbitro: | Moen |

|                                 |           |            |
| Berg 45’ Knarvik 46’ Ndiaye 83’ | Marcatori | 54’ Sandbu |

| Arbitro: | Hansen |

|                             |           |             |
| Risholt 62’ Sané 85’ (aut.) | Marcatori | 54’ Knarvik |

| Arbitro: | Hansen |

|                                         |           |            |
| Imingen 25’ V. Braaten 49’ Berntsen 61’ | Marcatori | 57’ Jensen |

| Arbitro: | Gjermshus |

|                |           |           |
| Idris 15’, 84’ | Marcatori | 57’ Olsen |

| Arbitro: | Steen |

|          |           |  |
| Sané 65’ | Marcatori |  |

| Arbitro: | Gjermshus |

|                     |           |           |
| Saaliti 47’ Aas 57’ | Marcatori | 58’ Olsen |

| Arbitro: | Rafiq |

|                                                                    |           |  |
| Johansen 10’, 85’ Imingen 12’ Knarvik 45’ V. Braaten 76’ Olsen 83’ | Marcatori |  |

| Arbitro: | Moen |

|          |           |            |
| Måsø 90’ | Marcatori | 55’ Dantas |

| Arbitro: | Tennøy |

|               |           |                      |
| Melgalvis 27’ | Marcatori | 21’ Olsen 65’ Dantas |

| Arbitro: | Lundby |

|                           |           |                                 |
| T. Braaten 3’ Saltnes 47’ | Marcatori | 31’ Breive 33’ Wiig 61’ Solberg |

| Arbitro: | Hansen |

|            |           |           |
| Karlsen 9’ | Marcatori | 83’ Olsen |

| Arbitro: | Toppe |

|                                        |           |  |
| Johansen 31’, 44’, 58’, 88’ Dantas 67’ | Marcatori |  |

| Arbitro: | Nilsen |

|                                            |           |  |
| Johansen 34’ (rig.) Ahamed 53’ Lysvoll 62’ | Marcatori |  |

| Arbitro: | Steen |

|                                           |           |  |
| Johansen 61’ Dantas 66’, 81’ Berglann 90’ | Marcatori |  |

#### Qualificazioni all'Eliteserien
| Arbitro: | Rafiq |

|                        |           |                      |
| Ingebretsen 77’ (rig.) | Marcatori | 16’ Olsen 66’ Dantas |

| Arbitro: | Nilsen |

|                                  |           |  |
| Dos Santos 49’ Onstad 87’ (rig.) | Marcatori |  |

### Coppa di Norvegia
| Tverlandet 1º maggio 2012, ore 18:00 Primo turno                                                     | Tverlandet | 0 – 5 referto                                                      | Bodø/Glimt | Tverlandet Kunstgress (668 spett.) |
| \| \| \| \| \| \| Marcatori \| 32’ Berglann 44’ V. Braaten 60’ Saltnes 65’ Konradsen 72’ Pedersen \| |            |                                                                    |            |                                    |
| |            |                                                                    |            |                                    |
| | Marcatori  | 32’ Berglann 44’ V. Braaten 60’ Saltnes 65’ Konradsen 72’ Pedersen |            |                                    |

| Trondheim 9 maggio 2012, ore 18:00 Secondo turno | Nardo     | 0 – 1 referto | Bodø/Glimt | Nissekollen Kunstgras (500 spett.) |
| \| \| \| \| \| \| Marcatori \| 85’ Johansen \|   |           |               |            |                                    |
|                                                  |           |               |            |                                    |
|                                                  | Marcatori | 85’ Johansen  |            |                                    |

| Arbitro: | Moen |

|                                                        |                      |                                                           |
| Reginiussen 64’ Ludvigsen 90’                          | Marcatori            | 4’ V. Braaten 6’ Khalili                                  |
| Nome Reginiussen Törnqvist Overvik Ludvigsen Rolandsen | Tiri di rigore 4 – 5 | Knarvik T. Braaten Robertsen Edvardsen V. Braaten Imingen |

| Arbitro: | Helgerud (Lier) |

|                                                 |           |  |
| Robertsen 11’ Sané 15’ Berglann 86’ Knarvik 89’ | Marcatori |  |

| Arbitro: | Sælen (Bergen) |

|              |           |  |
| Ondrášek 23’ | Marcatori |  |

## Statistiche

### Statistiche di squadra
| Competizione                   | Punti | In casa | In casa | In casa | In casa | In casa | In casa | In trasferta | In trasferta | In trasferta | In trasferta | In trasferta | In trasferta | Totale | Totale | Totale | Totale | Totale | Totale | DR  |
| Competizione                   | Punti | G       | V       | N       | P       | Gf      | Gs      | G            | V            | N            | P            | Gf           | Gs           | G      | V      | N      | P      | Gf     | Gs     | DR  |
| ------------------------------ | ----- | ------- | ------- | ------- | ------- | ------- | ------- | ------------ | ------------ | ------------ | ------------ | ------------ | ------------ | ------ | ------ | ------ | ------ | ------ | ------ | --- |
| 1. divisjon                    | 48    | 15      | 10      | 3       | 2       | 39      | 14      | 15           | 3            | 6            | 6            | 20           | 22           | 30     | 13     | 9      | 8      | 59     | 36     | +23 |
| Qualificazioni all'Eliteserien | -     | 0       | 0       | 0       | 0       | 0       | 0       | 2            | 1            | 0            | 1            | 2            | 3            | 2      | 1      | 0      | 1      | 2      | 3      | -1  |
| Coppa di Norvegia              | -     | 1       | 1       | 0       | 0       | 4       | 0       | 4            | 2            | 1            | 1            | 9            | 3            | 5      | 4      | 0      | 1      | 13     | 3      | +10 |
| Totale                         | -     | 16      | 11      | 3       | 2       | 43      | 14      | 21           | 6            | 7            | 8            | 31           | 28           | 37     | 18     | 9      | 10     | 74     | 42     | +32 |

### Statistiche dei giocatori
| C. Berg      | 22 | 3  | 3 | 0 | 2 | 0 | 0 | 0 | ? | ? | ? | ? | 0 | 0 | 0 | 0 | 24+ | 3+  | 3+  | 0+ |
| U. Berglann  | 24 | 1  | 0 | 0 | 5 | 2 | 0 | 0 | ? | ? | ? | ? | 0 | 0 | 0 | 0 | 29+ | 3+  | 0+  | 0+ |
| D. Berntsen  | 13 | 1  | 1 | 0 | 1 | 0 | 1 | 0 | ? | ? | ? | ? | 2 | 0 | 0 | 0 | 16+ | 1+  | 2+  | 0+ |
| T. Braaten   | 28 | 1  | 2 | 0 | 5 | 0 | 2 | 0 | ? | ? | ? | ? | 2 | 0 | 0 | 0 | 35+ | 1+  | 4+  | 0+ |
| V. Braaten   | 28 | 10 | 2 | 0 | 5 | 2 | 1 | 0 | ? | ? | ? | ? | 2 | 0 | 0 | 0 | 35+ | 12+ | 3+  | 0+ |
| V. Dantas    | 11 | 5  | 2 | 0 | 0 | 0 | 0 | 0 | ? | ? | ? | ? | 2 | 1 | 1 | 0 | 13+ | 6+  | 3+  | 0+ |
| M. Edvardsen | 0  | 0  | 0 | 0 | 1 | 0 | 0 | 0 | ? | ? | ? | ? | 0 | 0 | 0 | 0 | 1+  | 0+  | 0+  | 0+ |
| V. Grunnvoll | 0  | 0  | 0 | 0 | 0 | 0 | 0 | 0 | ? | ? | ? | ? | 0 | 0 | 0 | 0 | 0+  | 0+  | 0+  | 0+ |
| R. Imingen   | 29 | 2  | 5 | 0 | 5 | 0 | 0 | 0 | ? | ? | ? | ? | 2 | 0 | 0 | 0 | 36+ | 2+  | 5+  | 0+ |
| T. Jacobsen  | 29 | 0  | 4 | 0 | 3 | 0 | 0 | 0 | ? | ? | ? | ? | 2 | 0 | 1 | 0 | 34+ | 0+  | 5+  | 0+ |
| J. Johansen  | 24 | 11 | 2 | 0 | 3 | 1 | 0 | 0 | ? | ? | ? | ? | 2 | 0 | 2 | 0 | 29+ | 12+ | 4+  | 0+ |
| A. Khalili   | 17 | 3  | 0 | 0 | 5 | 1 | 0 | 0 | ? | ? | ? | ? | 0 | 0 | 0 | 0 | 22+ | 4+  | 0+  | 0+ |
| T. Knarvik   | 30 | 8  | 1 | 0 | 4 | 1 | 1 | 0 | ? | ? | ? | ? | 2 | 0 | 0 | 0 | 36+ | 9+  | 2+  | 0+ |
| J. Kolstad   | 3  | 0  | 0 | 0 | 3 | 0 | 0 | 0 | ? | ? | ? | ? | 1 | 0 | 0 | 0 | 7+  | 0+  | 0+  | 0+ |
| M. Konradsen | 0  | 0  | 0 | 0 | 1 | 1 | 0 | 0 | ? | ? | ? | ? | 0 | 0 | 0 | 0 | 1+  | 1+  | 0+  | 0+ |
| P. Londak    | 28 | 0  | 0 | 0 | 3 | 0 | 0 | 0 | ? | ? | ? | ? | 2 | 0 | 0 | 0 | 33+ | 0+  | 0+  | 0+ |
| A. Mikkelsen | 0  | 0  | 0 | 0 | 0 | 0 | 0 | 0 | ? | ? | ? | ? | 0 | 0 | 0 | 0 | 0+  | 0+  | 0+  | 0+ |
| P. Ndiaye    | 27 | 3  | 6 | 0 | 4 | 0 | 0 | 1 | ? | ? | ? | ? | 2 | 0 | 0 | 0 | 33+ | 3+  | 6+  | 1+ |
| T. Nordberg  | 3  | 0  | 0 | 0 | 0 | 0 | 0 | 0 | ? | ? | ? | ? | 0 | 0 | 0 | 0 | 3+  | 0+  | 0+  | 0+ |
| V. Nordberg  | 7  | 0  | 0 | 0 | 0 | 0 | 0 | 0 | ? | ? | ? | ? | 0 | 0 | 0 | 0 | 7+  | 0+  | 0+  | 0+ |
| M. Olsen     | 10 | 5  | 3 | 0 | 0 | 0 | 0 | 0 | ? | ? | ? | ? | 2 | 1 | 1 | 0 | 12+ | 6+  | 4+  | 0+ |
| M. Pedersen  | 5  | 0  | 0 | 0 | 1 | 1 | 0 | 0 | ? | ? | ? | ? | 2 | 0 | 0 | 0 | 8+  | 1+  | 0+  | 0+ |
| E. Robertsen | 13 | 1  | 2 | 0 | 5 | 1 | 0 | 0 | ? | ? | ? | ? | 0 | 0 | 0 | 0 | 18+ | 2+  | 2+  | 0+ |
| U. Saltnes   | 20 | 1  | 2 | 0 | 4 | 1 | 1 | 0 | ? | ? | ? | ? | 1 | 0 | 0 | 0 | 25+ | 2+  | 3+  | 0+ |
| V. Sané      | 24 | 1  | 9 | 2 | 3 | 1 | 2 | 0 | ? | ? | ? | ? | 2 | 0 | 1 | 0 | 29+ | 2+  | 12+ | 2+ |
| D. Stensland | 0  | 0  | 0 | 0 | 0 | 0 | 0 | 0 | ? | ? | ? | ? | 0 | 0 | 0 | 0 | 0+  | 0+  | 0+  | 0+ |
| K. Wemberg   | 17 | 0  | 3 | 0 | 4 | 0 | 0 | 0 | ? | ? | ? | ? | 0 | 0 | 0 | 0 | 21+ | 0+  | 3+  | 0+ |
| B. Willassen | 1  | 0  | 0 | 0 | 1 | 0 | 0 | 0 | ? | ? | ? | ? | 0 | 0 | 0 | 0 | 2+  | 0+  | 0+  | 0+ |